# 穆索奥里
穆索奥里（Mussoori），是印度北阿坎德邦Dehradun县的一个城镇。总人口26069（2001年）。

## 人口
该地2001年总人口26069人，其中男性14721人，女性11348人；0—6岁人口2508人，其中男1344人，女1164人；识字率79.27%，其中男性为84.38%，女性为72.66%。